# إنديماك
إنديماك (بالإنجليزية: IndyMac)‏ هو انكماش مؤسسة وطنية مستقلة للرهن العقاري، مصرفا أمريكيا مقره في كاليفورنيا فشل في عام 2008 واستولت عليه مؤسسة التأمين على الودائع الاتحادية الأمريكية (FDIC) .
قبل فشله، كان إنديماك بنك أكبر جمعية الادخار والقروض في منطقة لوس انجليس وسابع أكبر منشئ الرهن العقاري في الولايات المتحدة. فشل بنك إنديماك في 11 يوليو 2008، كان رابع أكبر فشل بنك في الولايات المتحدة،  وثاني أكبر فشل في الادخار المنظم في ذلك الوقت.
وقد شارك بشكل كبير في الرهون العقارية والرهون العقارية العكسية التي أدت في جزء منها إلى ارتفاعها الهائل، وقد اقترح كسبب لانهائها بسبب عدد كبير من هذه القروض المشكوك فيها فشلت خلال أزمة الرهون العقارية الأمريكية من 2007-2009.
و فديك وضع الأصول في المزاد العلني وبيع الجزء الأكبر من الأعمال إلى إمب هولدكو ليك الذي تحول هذا إلى واحد البنك. وحافظت المؤسسة على بعض الأصول والخصوم التي لم تتمكن من بيعها في كيان قابض يعرف باسم بنك إنديماك الفدرالي، وهو ما سيحدث ببطء.